# Chamaecyparis formosensis
La Chamaecyparis formosensis (Cipresso di Formosa o cipresso di Taiwan, in cinese 紅檜/红桧 hong guei ) è una specie endemica dell'isola di Taiwan, dove riesce a crescere ad altitudini comprese fra 1000-2900m.

## Crescita
La crescita è lenta, ma ciò comporta un'elevata longevità e dimensioni raggiungendo 55-60m di altezza e 7 m di diametro.

## Stato di conservazione
La pianta è considerata a rischio  a causa della sua lentezza nella crescita, l'elevato valore del legno e la distruzione dell'habitat.